# سار تاسمانی
سار تاسمانی (نام علمی: Aplonis fusca) نام یک گونه منقرض‌شده از تیره سار است.